# Palazzo Maffettone

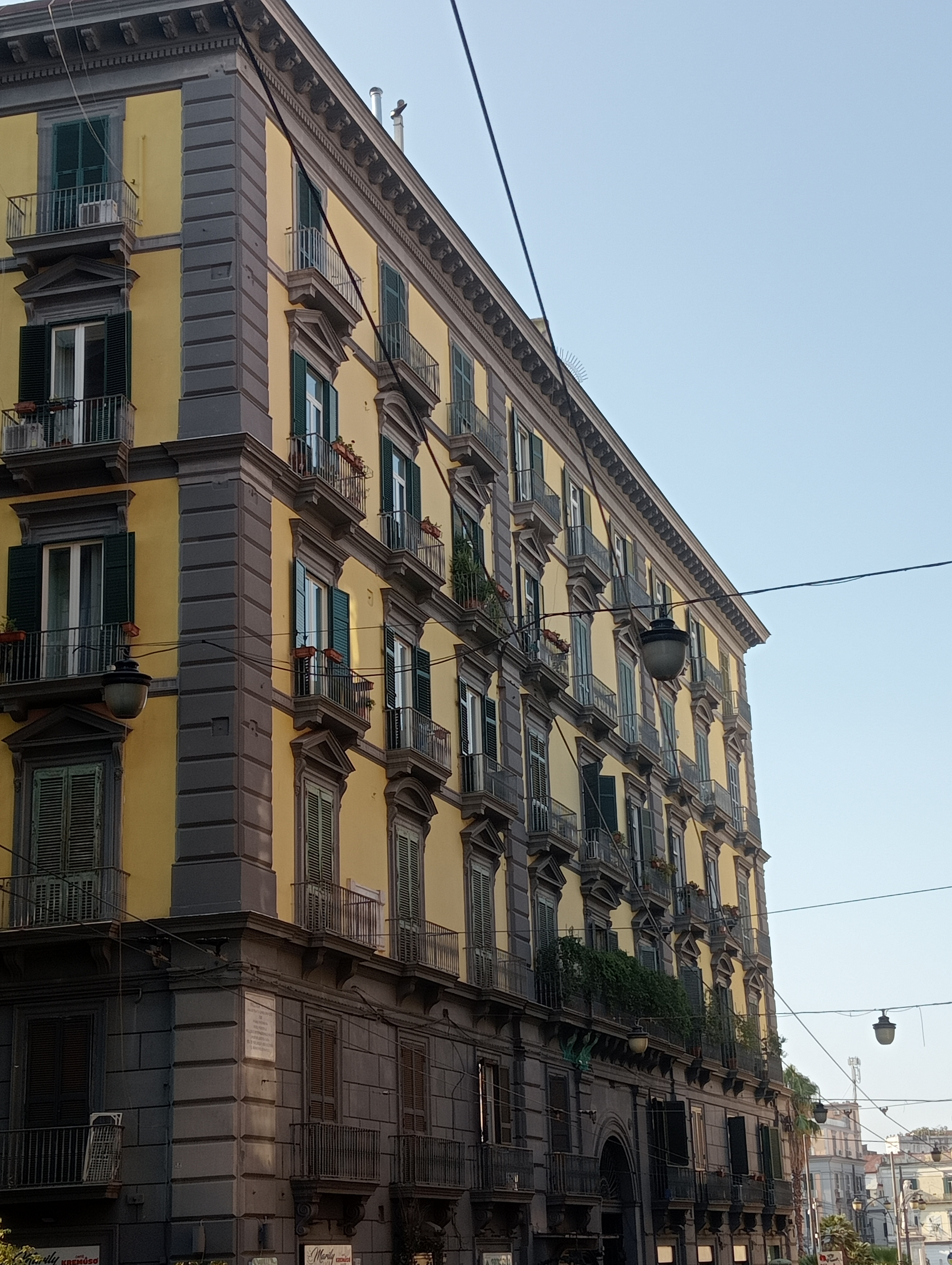
Palazzo Maffettone in Neapel

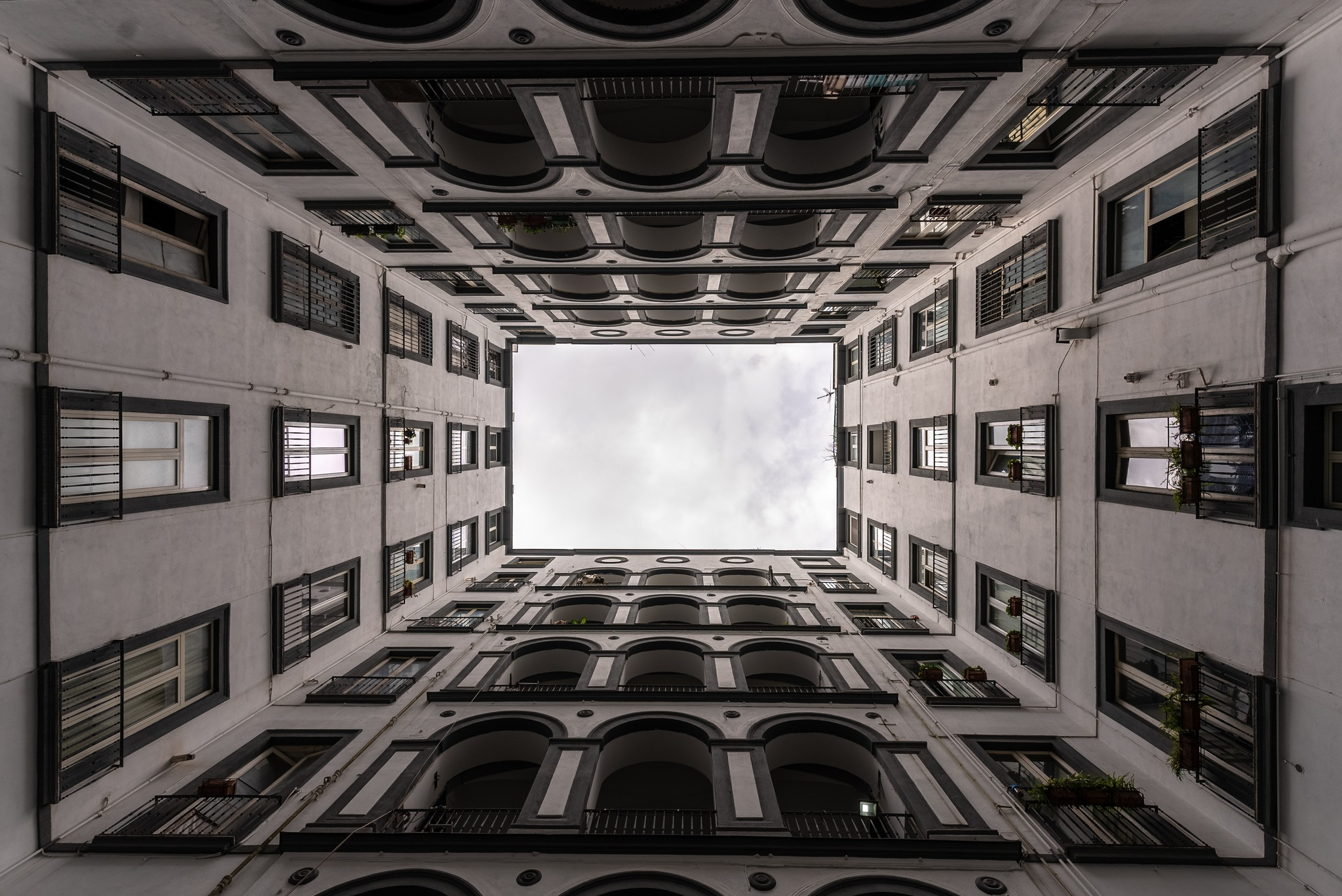
Der Innenhof mit den beiden offenen Treppen

Der Palazzo Maffettone ist ein klassizistischer Palast aus dem 19. Jahrhundert im Viertel San Lorenzo in Neapel in der italienischen Region Kampanien. Er liegt in der Via Enrico Pessina, 90.

## Geschichte und Beschreibung
Der Palast wurde um 1870 nach der Einebnung der Getreidegruben zusammen mit der heutigen Via Enrico Pessina errichtet. Er trägt den Namen von Raffaele Maffettone, einem wohlhabenden Lederwarenunternehmer, der ihn in Auftrag gab.
Das Gebäude ist eine imposante, klassizistische Konstruktion mit fünf Stockwerken. Seine größte architektonische Besonderheit liegt in den beiden schlanken, offenen Treppen mit je drei Bögen pro Stockwerk, die sich an den Seitenwänden des Innenhofes erheben.
Im Inneren der Wohnungen sind etliche, mit Fresken und Dekorationen im eklektischen Stil versehene Räume erhalten. Heraus sticht dabei vor allen Dingen die Wohnstatt der Erben Maffettones, die sich im ersten Obergeschoss befindet und einen verschwenderischen Ballsaal in neubarockem Stil enthält (mit einer mit Fresken von Federico Maldarelli versehenen Decke, einem Wandbezug aus Seide von San Leucio, hohen, vergoldeten Spiegeln und einem Bodenbelag aus Terracotta), sowie eine Privatkapelle mit Figuren von Tommaso Solari enthält.
An der Fassade sind zwei Inschriften angebracht, die das Verschwinden zweier bekannter Wohnungseigentümer dokumentieren: Des Juristen Nicola Rocco und des Arztes Carlo de Vincentiis.